# ჟ
Zhani (asomtavruli Ⴏ, nuskuri ⴏ, mkhedruli ჟ, mtavruli Ჟ) là chữ cái thứ 18 trong bảng chữ cái Gruzia.
Trong hệ thống chữ số Gruzia, ჟ có giá trị là 90.
ჟ thường đại diện cho âm xát ngạc cứng hữu thanh /ʒ/, giống như cách phát âm của ⟨ʒ⟩ trong "vision".

## Chữ cái
| asomtavruli | nuskuri | mkhedruli |
| ----------- | ------- | --------- |
|             |         |           |

## Mã hóa máy tính
| asomtavruli | nuskuri | mkhedruli |
| ----------- | ------- | --------- |
| U+10AF      | U+2D0F  | U+10DF    |

## Chữ nổi
| mkhedruli |
| --------- |
|           |